# Грузін Степан Прокопович
Степан Прокопович Грузін (нар. 6 травня 1906, село Нові Санжари, тепер смт. Полтавського району Полтавської області — ?) — український радянський діяч, секретар Миколаївського обласного комітету КПУ. 

## Біографія
Член ВКП(б) з березня 1927 року.
З вересня 1935 по 1937 рік служив у Червоній армії.
До червня 1941 року — на відповідальній партійній роботі в Станіславській області УРСР.
З червня 1941 до 1945 року — в Червоній армії, учасник німецько-радянської війни. Служив на політичній роботі, з грудня 1943 року — агітатор політичного відділу 91-ї гвардійської стрілецької дивізії 39-ї армії, агітатор політичного відділу 39-ї армії 3-го Білоруського фронту.
На 1951—1957 роки — завідувач відділу пропаганди і агітації Миколаївського обласного комітету КП(б)У.
У вересні (затв.) 1957 — 9 лютого 1960 року — секретар Миколаївського обласного комітету КПУ з питань пропаганди і агітації.
Подальша доля невідома.

## Звання
- гвардії майор

## Нагороди та відзнаки
- орден Червоного Прапора (12.02.1945)
- орден Вітчизняної війни ІІ ст. (24.04.1944)
- орден Трудового Червоного Прапора (26.02.1958)
- медаль «За взяття Кенігсберга» (1945)
- медаль «За перемогу над Німеччиною у Великій Вітчизняній війні 1941—1945 рр.» (1945)
- медалі